# Vertumnita
La vertumnita és un mineral de la classe dels silicats. Rep el nom per Vertumne una deessa etrusca adoptada també pels romans. Era una deessa "rural" de la "mutació" i la protectora de l'evolució de la fruita cap a la maduresa.

## Característiques
La vertumnita és un silicat de fórmula química Ca₄Al₄Si₄O₆(OH)24·3H₂O. Va ser aprovada com a espècie vàlida per l'Associació Mineralògica Internacional l'any 1975. Cristal·litza en el sistema monoclínic. La seva duresa a l'escala de Mohs és 5.
Segons la classificació de Nickel-Strunz, la vertumnita pertany a «09.EG - Fil·losilicats amb xarxes dobles amb 6-enllaços més grans» juntament amb els següents minerals: cymrita, naujakasita, manganonaujakasita, dmisteinbergita, kampfita, strätlingita, eggletonita, ganofil·lita, tamaïta, coombsita, zussmanita, franklinfil·lita, lennilenapeïta, parsettensita, estilpnomelana, latiumita, tuscanita, jagoïta, wickenburgita, hyttsjoïta, armbrusterita, britvinita i bannisterita.

## Formació i jaciments
Va ser descoberta a la pedrera Campomorto, situada a la localitat italiana de Pietra Massa, a Montalto di Castro, dins la província de Viterbo (Laci), on sol trobar-se associada a l'ettringita i a la tobermorita. Dins de la mateixa regió ha estat descrita a les pedreres Vallerano, a la localitat de Valleranello, dins la província de Roma. També a Itàlia se n'ha trobat a Colle Fabbri, a la Província de Perusa (Úmbria). També ha estat decrita en alguns indrets d'Alemanya i Àustria.